# شمعی کوچک در تاریکی: زندگی من و علم
کتاب شمعی کوچک در تاریکی : زندگی من و علم (به انگلیسی: Brief Candle in the Dark : My Life in Science) ، دومین جلد از خاطرات خودزندگی‌نامهٔ زیست‌شناس فرگشتی مشهور، ریچارد داوکینز است. این کتاب در تاریخ ۱۰ سپتامبر ۲۰۱۵ در ایالات متحدهٔ آمریکا و بریتانیا منتشر شد. 

## توصیف
در جلد اول کتاب با عنوان میل به شگفتی: دانشمند می‌سازد نویسنده سی و پنج سال نخست زندگی خود را تا زمان انتشار کتاب ژن خودخواه توصیف می‌کند و در این جلد شرح حال زندگی خود را ادامه می‌دهد و درباره‌ی ایده‌ها و الهامات و تاریخ توضیح می‌دهد. و همچنین به بعضی از قهرمان‌ها و الگوهای خود مانند چارلز داروین ، پیتر مداوار ، ویلیام دی همیلتون ، داگلاس آدامز اشاره می‌کند
وی همچنین موضوعاتی همچون فعالیت‌های علمی ، سفرها و همایش‌ها فعالیتش به عنوان پروفسور برای فهم همگانی از دانش در دانشگاه آکسفورد و همچنین زندگی شخصی‌اش و کتاب‌هایش را بسط می‌دهد.

## نقدها
دوایت گارنر عنوان کرد که کتاب بیشتر یک زندگی عمومی را نمایش می‌دهد تا یک زندگی خصوصی و استیون شیپین می‌نویسد: کتاب مجموعه‌ای از خاطرات و حکایات و نقل قول‌ها و گفتاوردهای نامربوط از خود داوکینز و ستایش کننده‌های او است.